# Hrabstwo Fremont (Iowa)

Piramida wieku hrabstwa

Hrabstwo Fremont – hrabstwo położone w USA w stanie Iowa z siedzibą w mieście Sidney. Założone w 1847 roku.

## Miasta i miejscowości
- Farragut
- Hamburg
- Imogene
- Randolph
- Riverton
- Shenandoah
- Sidney
- Tabor
- Thurman

## Drogi główne
- Interstate 29
- U.S. Highway 59
- U.S. Highway 275
- Iowa Highway 2
- Iowa Highway 333

## Sąsiednie hrabstwa
- Hrabstwo Mills
- Hrabstwo Page
- Hrabstwo Atchison
- Hrabstwo Otoe
- Hrabstwo Cass